# Andrej Engelman
Andrej Engelman, slovenski politik, 8. maj 1955.
Med 1. avgustom 1994 in 11. januarjem 1998 je bil državni sekretar Republike Slovenije na Ministrstvu za finance Republike Slovenije.